# Cristian Olivera
Cristian Gonzalo Olivera Ibarra, noto semplicemente come Cristian Olivera (Montevideo, 17 aprile 2002), è un calciatore uruguaiano, attaccante del Grêmio e della nazionale uruguaiana.

## Caratteristiche tecniche
È un'ala destra.

## Carriera

### Club
Cresciuto nel settore giovanile del Rentistas, ha esordito in prima squadra il 5 maggio 2019 disputando l'incontro di Segunda División Profesional vinto 1-0 contro il Central Español.
Il 4 settembre 2023 viene ceduto in prestito al Los Angeles FC.

### Nazionale
Nel 2019 ha partecipato con la nazionale Under-17 uruguaiana al Campionato sudamericano di categoria.
Il 12 settembre 2023 esordisce in nazionale maggiore nella sfida persa 2-1 contro l'Ecuador.

## Statistiche

### Presenze e reti nei club
Statistiche aggiornate al 24 novembre 2024.
| Stagione              | Squadra               | Campionato            | Campionato | Campionato | Coppe nazionali | Coppe nazionali | Coppe nazionali | Coppe continentali | Coppe continentali | Coppe continentali | Altre coppe | Altre coppe | Altre coppe | Totale | Totale | Totale |
| Stagione              | Squadra               | Comp                  | Pres       | Reti       | Comp            | Pres            | Reti            | Comp               | Pres               | Reti               | Comp        | Pres        | Reti        | Pres   | Reti   |        |
| --------------------- | --------------------- | --------------------- | ---------- | ---------- | --------------- | --------------- | --------------- | ------------------ | ------------------ | ------------------ | ----------- | ----------- | ----------- | ------ | ------ | ------ |
| 2019                  | Rentistas             | SD                    | 21+4       | 3          | -               | -               | -               | -                  | -                  | -                  | -           | -           | -           | 25     | 3      |        |
| gen.-sett. 2020       | Rentistas             | PD                    | 11         | 3          | -               | -               | -               | -                  | -                  | -                  | -           | -           | -           | 11     | 3      |        |
| Totale Rentistas      | Totale Rentistas      | Totale Rentistas      | 32+4       | 6          |                 | -               | -               |                    | -                  | -                  |             | -           | -           | 36     | 6      |        |
| sett. 2020-apr. 2021  | Almería               | SD                    | 3          | 0          | CR              | 1               | 0               | -                  | -                  | -                  | -           | -           | -           | 4      | 0      |        |
| 2021                  | Peñarol               | PD                    | 13         | 0          | -               | -               | -               | CS                 | 4                  | 0                  | -           | -           | -           | 17     | 0      |        |
| gen.-giu. 2022        | Peñarol               | PD                    | 2          | 0          | -               | -               | -               | CL                 | -                  | -                  | SU          | 1           | 0           | 3      | 0      |        |
| Totale Peñarol        | Totale Peñarol        | Totale Peñarol        | 15         | 0          |                 | -               | -               |                    | 4                  | 0                  |             | 1           | 0           | 20     | 0      |        |
| lug.-dic. 2022        | Boston River          | PD                    | 12         | 4          | CU              | 2               | 0               | -                  | -                  | -                  | -           | -           | -           | 14     | 4      |        |
| gen.-lug. 2023        | Boston River          | PD                    | 21         | 6          | -               | -               | -               | CL                 | 3                  | 0                  | -           | -           | -           | 24     | 6      |        |
| Totale Boston River   | Totale Boston River   | Totale Boston River   | 33         | 10         |                 | 2               | 0               |                    | 3                  | 0                  |             | -           | -           | 38     | 10     |        |
| ago.-dic. 2023        | Los Angeles FC        | MLS                   | 10+5       | 2          | USOC            | 0               | 0               | CCL                | -                  | -                  | LC+CC       | 0+1         | 0+0         | 16     | 2      |        |
| 2024                  | Los Angeles FC        | MLS                   | 21+4       | 6+1        | USOC            | 4               | 3               | -                  | -                  | -                  | LC          | 6           | 4           | 35     | 14     |        |
| Totale Los Angeles FC | Totale Los Angeles FC | Totale Los Angeles FC | 31+9       | 8+1        |                 | 4               | 3               |                    | -                  | -                  |             | 7           | 4           | 51     | 16     |        |
| Totale carriera       | Totale carriera       | Totale carriera       | 114+13     | 24+1       |                 | 7               | 3               |                    | 7                  | 0                  |             | 8           | 4           | 149    | 32     |        |

### Cronologia presenze e reti in nazionale
| Cronologia completa delle presenze e delle reti in nazionale ― Uruguay | Cronologia completa delle presenze e delle reti in nazionale ― Uruguay | Cronologia completa delle presenze e delle reti in nazionale ― Uruguay | Cronologia completa delle presenze e delle reti in nazionale ― Uruguay | Cronologia completa delle presenze e delle reti in nazionale ― Uruguay | Cronologia completa delle presenze e delle reti in nazionale ― Uruguay | Cronologia completa delle presenze e delle reti in nazionale ― Uruguay | Cronologia completa delle presenze e delle reti in nazionale ― Uruguay |
| Data                                                                   | Città                                                                  | In casa                                                                | Risultato                                                              | Ospiti                                                                 | Competizione                                                           | Reti                                                                   | Note                                                                   |
| ---------------------------------------------------------------------- | ---------------------------------------------------------------------- | ---------------------------------------------------------------------- | ---------------------------------------------------------------------- | ---------------------------------------------------------------------- | ---------------------------------------------------------------------- | ---------------------------------------------------------------------- | ---------------------------------------------------------------------- |
| 12-9-2023                                                              | Quito                                                                  | Ecuador                                                                | 2 – 1                                                                  | Uruguay                                                                | Qual. Mondiali 2026                                                    | -                                                                      | 46’                                                                    |
| 12-10-2023                                                             | Barranquilla                                                           | Colombia                                                               | 2 – 2                                                                  | Uruguay                                                                | Qual. Mondiali 2026                                                    | -                                                                      | 46’                                                                    |
| 21-11-2023                                                             | Montevideo                                                             | Uruguay                                                                | 3 – 0                                                                  | Bolivia                                                                | Qual. Mondiali 2026                                                    | -                                                                      | 87’                                                                    |
| 27-6-2024                                                              | East Rutherford                                                        | Uruguay                                                                | 5 – 0                                                                  | Bolivia                                                                | Coppa America 2024 - 1º turno                                          | -                                                                      | 86’                                                                    |
| 1-7-2024                                                               | Kansas City                                                            | Stati Uniti                                                            | 0 – 1                                                                  | Uruguay                                                                | Coppa America 2024 - 1º turno                                          | -                                                                      | 27’                                                                    |
| 10-7-2024                                                              | Charlotte                                                              | Uruguay                                                                | 0 – 1                                                                  | Colombia                                                               | Coppa America 2024 - Semifinale                                        | -                                                                      | 46’                                                                    |
| 13-7-2024                                                              | Charlotte                                                              | Canada                                                                 | 2 – 2 (3 – 4 dtr)                                                      | Uruguay                                                                | Coppa America 2024 - Finale 3º posto                                   | -                                                                      | 61’                                                                    |
| 6-9-2024                                                               | Montevideo                                                             | Uruguay                                                                | 0 – 0                                                                  | Paraguay                                                               | Qual. Mondiali 2026                                                    | -                                                                      | 59’                                                                    |
| 10-9-2024                                                              | Maturín                                                                | Venezuela                                                              | 0 – 0                                                                  | Uruguay                                                                | Qual. Mondiali 2026                                                    | -                                                                      |                                                                        |
| 11-10-2024                                                             | Lima                                                                   | Perù                                                                   | 1 – 0                                                                  | Uruguay                                                                | Qual. Mondiali 2026                                                    | -                                                                      | 46’                                                                    |
| 19-11-2024                                                             | Salvador                                                               | Brasile                                                                | 1 – 1                                                                  | Uruguay                                                                | Qual. Mondiali 2026                                                    | -                                                                      | 81’                                                                    |
| 25-3-2025                                                              | El Alto                                                                | Bolivia                                                                | 0 – 0                                                                  | Uruguay                                                                | Qual. Mondiali 2026                                                    | -                                                                      | 46’                                                                    |
| Totale                                                                 |                                                                        | Presenze                                                               | 12                                                                     |                                                                        | Reti                                                                   | 0                                                                      |                                                                        |

## Palmarès
- Lamar Hunt U.S. Open Cup: 1

Los Angeles FC: 2024